# Braunschweigs voetbalkampioenschap 1911/12
In 1911/12 werd het achtste Braunschweigs voetbalkampioenschap gespeeld, dat georganiseerd werd door de Noord-Duitse voetbalbond. Eintracht Braunschweig werd kampioen en plaatste zich voor de Noord-Duitse eindronde. De club versloeg FC Eintracht Hannover en Altonaer FC 1893 en verloor in de finale van Holstein Kiel.
De uitslagen of stand zijn niet meer bekend. BV Wacker 06 sloot zich aan bij sportclub MTV 1847. 

## Eindstand
| Plaats | Club                         | Wed. | W | G | V | Saldo | Ptn |
| ------ | ---------------------------- | ---- | - | - | - | ----- | --- |
| 1.     | FC Eintracht Braunschweig    |      |   |   |   |       |     |
| 2.     | FC Britannia 07 Braunschweig |      |   |   |   |       |     |
| 3.     | MTV 1847 Braunschweig        |      |   |   |   |       |     |

|  | Kampioen |